# Rakovina varlat

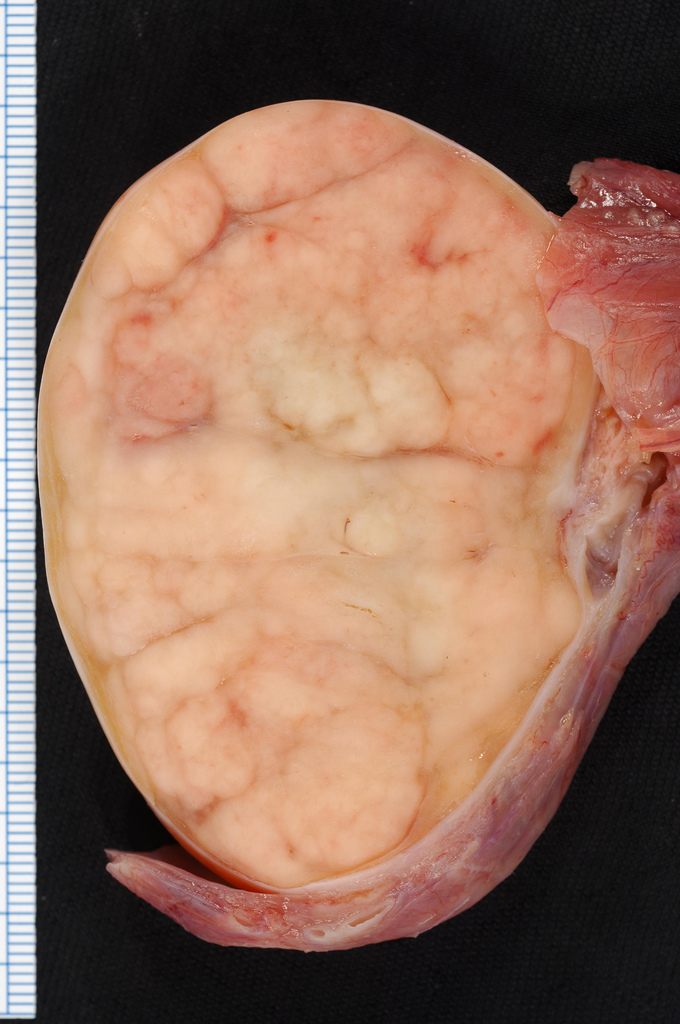
Rakovina varlat (tzv. seminom)

Nádorové onemocnění varlat patří ve věkové skupině 15–30 (35) let mezi nejčastější maligní onemocnění mužů. Dle mezinárodní klasifikace nemocí (MKN 10) je toto onemocnění kódováno jako C62.

## Výskyt
I když incidence je v České republice poměrně nízká (3 / 100 000 mužů), jsou země, kde je výskyt výrazně vyšší (skandinávské země mají incidenci až 3krát vyšší). Častěji postihuje bílé muže, u ostatních ras je spíše vzácný. Stranově je postižení více méně symetrické (53 % vpravo). Přesto, že se jedná o onemocnění obvykle dobře patrné (pohled, pohmat), přichází většina chlapců a mužů ve vyšších stadiích onemocnění, které do doby, kdy byla do terapie zavedena cis-platina , bylo ve vysokém procentu smrtící. V dnešní době je kurabilita (léčitelnost) vysoká (nejsou-li postiženy struktury mozku, či nejde-li o a priori nepříznivou variantu s přítomností syncitiotrofoblastu). Varle může být postiženo nádory benigními (nezhoubnými) i vysoce maligními (zhoubnými), čisté histologické struktury i smíšené, postižení může být i oboustranné a to synchronně (v jednu dobu) i asynchronně (následně), přičemž v každém z postižených varlat může být jiný typ nádoru.

## Etiologie
V drtivé většině – 95 % – jde o nádory vycházející z transformované zárodečné buňky – hovoří se o zárodečných (germinálních) tumorech varlat. Tumory, vycházející z mezodermu (Sertoliho buňky, Leydigovy buňky) jsou vzácné a nejčastěji benigní (mohou mít projevy z vysoké endokrinní aktivity – pubertas praecox chlapců). Důvod vzniku nádoru varlat není znám. Předpokládají se hormonální vlivy a to jak u matky (zvýšený příjem androgenů v těhotenství), tak plodu, přičemž je pravděpodobné, že negativní vliv má i androgenní suprese (výskyt nádorů v terénu po zánětu varlete, hernioplastikách,u primárně i sekundárně hypotrofickýh varlat např. po traumatu). Nádory se vyskytují častěji u retinovaných (nesestouplých) varlat při pozdě korigovaném kryptorchismu (po 2. roce života), po ozáření, či po užití defoliantů (postižení mužů ve válce ve Vietnamu).

## Klinická klasifikace dle TNM
TNM klasifikace maligních onemocnění odráží znalost rozsahu primárního onemocnění (T), nepřítomnost či přítomnost metastáz v regionálních lymfatických uzlinách (N) a nepřítomnost či přítomnost vzdálených metastáz (M). TNM klasifikace je stanovena klinikem (cTNM) a patologem (pTNM). Definitivní je pak stanovena ve spolupráci mezi klinikem a patologem. K symbolům TNM se přidává také symbol S – pozitivta či negativita nádorových markerů (hodnoty S1–S3).
- TX – tumor nelze hodnotit (nebyla provedena radikální orchiectomie )
- T0 – bez nádoru
- Tis – testikulární germinální neoplazie (karcinom in situ)
- T1 – nádor omezen na varle a nadvarle bez inavaze
- T2 – nádor proniká do cévních a lymfatických struktur, nebo invaduje přes tunica albuginea testis do tunica vaginalis skróta
- T3 – nádor invaduje do semenného provazce , jiné invaze nejsou pro klasifikaci důležité
- T4 – nádor se šíří do skróta , jiné invaze nejsou pro klasifikaci důležité

- NX – uzliny nelze posoudit
- N0 – nádor není v uzlinách zastižen
- N1 – postižená uzlina do 2 cm, maximální postižení u 5 uzlin
- N2 – postižená uzlina 2–5 cm, nebo více postižených uzlin, ale žádná není větší než 5 cm. Extranodální šíření.
- N3 – postiženy uzliny více, než 5 cm

- M – označuje metastázy. Doplňujícím symbolem je zkratka postiženého orgánu: např. Mpul (metastáza plicní), Moss (metastáza skeletu).

Kombinací uvedených hodnot vzniká klasifikace stadií. Pro tumory varlat jde o 13 stadií (0, I, IA, IB, IS, II, IIA, IIB, IIC, III, IIIA, IIIB, IIIC). Prognóza se zhoršuje s rostoucím stadiem onemocnění. (TNM klasifikace, 2000)

## Diagnostika
Až na výjimky jsou nádory varlat hmatné při klinickém vyšetření jako tuhá nerovnost pevně lpící k varleti. Typická je nevýrazná, tzv. tahavá bolest ve skrótu, která se může zvýraznit poraněním, krvácením, či zánětem. Nádor může vyvolat nadměrnou tvorbu tekutiny v obalech varlete (reaktivní hydrokéla). Může se objevit i krev v ejakulátu (hemospermie), až v 75 % nacházíme patologický spermiogram . Dominantní diagnostickou metodou je sonografie (ultrazvuk) skróta (respektive varlat), doplněné odběrem nádorových markerů – beta-choriogonadotropinu (beta-HCG) a alfa-fetoproteinu (AFP), mezi méně specifické patří karcinoembryonální antigen (CEA), laktátdehydrogenáza (LDH) a neuron specifická enoláza (NSE). Tyto markery mohou, ale nemusí být přítomny. Vysoká hladina ukazuje na přítomnost embryonální složky, případně syncitiotrofoblastu.
Vysoká pozitivita beta-HCG je většinou nepříznivý prognostický faktor. Pro posouzení postižení regionálních lymfatických uzlin, které jsou lokalizovány v prostoru za peritoneem (retroperitoneum) podél velkých cév (aorta a dolní dutá žíla) a mezi nimi, od úrovně ledvinných cév distálně (směrem dolů k tříslům) se rutinně užívá počítačová tomografie (CT). Pro každé varle je stranově typické postižení (pravé varle je drénováno interaortocaválně a paracaválně, levé varle paraaortálně). CT se využívá i při podezření na metastatické postižení mozku či plic. Rutinní sledování metastáz na plicích je prováděno pomocí rentgenu plic (RTG). Pro ozřejmění suspektních (podezřelých, zvětšených) uzlin se prováděl chirurgický odběr – retroperitoneální lymfadenektomie – která má své odpůrce i zastánce (lze jí v nízkých stadiích nahradit chemoterapií) a dnes lze užít pozitronovou emisní tomografii (PET), jež by se měla s vysokou jistotou vyjádřit k vitalitě nádorových buněk v různých lokalizacích.

## Prognóza
Do 2. klinického stadia jsou tumory s vysokou kurabilitou (procentem vyléčení). Kurabilita klesá s rozsahem onemocnění. Přesto není-li přítomna složka choriokarcinomu s postižením CNS, je šance na vyléčení vysoká.

## Rizikové prognostické faktory
- Invaze nádoru do cév.
- Vysoké hladiny nádorových markerů.
- Přítomnost nesemonimomové složky, především syncitiotrofoblastu.
- Klinické stadium 3 a 4, rozsah tumoru T3–T4,N3, Mbra, Mmulti, S3.

(

## Nejčastější typy nádorů varlat
- Seminom (klasický, anaplastický, spermatocytární) se vyskytuje až v 70 % (35 – 71 %) nálezů. S přibývajícím věkem je záchyt seminomů častější. Seminomy reagují se specifickým nádorovým imunohistochemickým markerem (placentární alkalická fosfatáza – PLAP) asi v 90 %. U části seminomů je zachycena vyšší hladina beta – HCG, což vyvolává diskuse o tom, zda se i přes histologicky negativní nález nejedná ve skutečnosti o neseminom (nonseminom). Spermatocytární seminom je považován za benigní.
- Neseminomy: nejčastějším představitelem je embryonální karcinom , která je u smíšených nádorů přítomen jako jedna ze složek asi ve 40 %. V čisté formě se vyskytuje do 5 %. Sám markery neprodukuje. Nádor ze žloutkového váčku je typický pro děti. Produkuje AFP, histologicky nacházíme Schiller – Duvalová tělíska. Teratom (zralý, nezralý, z maligní transfomací) je tumor složený ze zárodečných listů (ektoderm, endoderm, mezoderm). Může být pozitivní marker AFP (také karcinoembryonální antigen – CEA), jeho přítomnost v metastázách limituje efektivitu terapie. Nádory ze Sertoliho buněk a z Leydigových buněk jsou vzácné. Leydigom je asi v 10 % maligní. Tumory se projevují metabolickýcmi a hormonálními změnami.[1][5][2][3]

## Choriokarcinom
V čisté formě je vzácný, nejčastěji je součástí jiných nádorů (smíšené nádory). Jde o agresivní, prognosticky nepříznivý tumor pro vysokou afinitu k cévní složce a rychlé metastatické progresi i při minimálním nálezu na varleti. Na varleti bývá nenápadný, nepříliš veliký (často splyne s varletem a je zachycen až při metastatické komplikaci), nejvíce nepříznivé je poškození mozku ev. skeletu. Typickým markerem je beta HCG.

## Metastázy nádorů varlat
Predilekčně tumory varlat metastazují do uzlin v retroperitoneu a do tkáně plic. Vzácně do mozku, skeletu, případně jater (choriokarcinom).

## Léčba
- chirurgické odstranění varlete se semenným provazcem chirurgickým přístupem z třísla.
- chemoterapie (nejčastěji v kombinaci s preparáty platiny)
- radioterapie.
- Chirurgická redukce případné reziduální nádorové masy v retroperitoneu.
- implantace testikulárních protéz.